# Final Fantasy Crystal Chronicles: My Life as a Darklord
Final Fantasy Crystal Chronicles: My Life as a Darklord (光と闇の姫君と世界征服の塔 ファイナルファンタジー・クリスタルクロニクル, Hikari to Yami no Himegimi to Sekaiseifuku no Tō Fainaru Fantajii Kurisutaru Kuronikuru, lit. "The Princess of Light and Darkness and the Tower of World Conquest: Final Fantasy Crystal Chronicles") é um jogo de vídeo game desenvolvido pela Square Enix para o serviço WiiWare do Nintendo Wii. Este título faz parte da série Final Fantasy Crystal Chronicles.

## História
Como o título sugere, My Life as a Darklord é uma sequência direta de Final Fantasy Crystal Chronicles: My Life as a King.

A protagonista, Mira, é a filha do Darklord, o antagonista do jogo anterior. Ela vive em uma torre que deve defender de aventureiros que estão a invadir e conquista-la, usando como armas seus monstros e armadilhas.

## Desenvolvimento
My Life as a Darklord foi revelado na Conferencia de Desenvolvedores de Jogos em 2009, seguido do outro título também para o WiiWare Final Fantasy IV: The After Years.

## Recepção
My Life as a Darklord recebeu análises positivas. A IGN concedeu a nota 8.1 em uma escala de 10, comentando ser "um divertido jogo de estratégia e um título de destaque no WiiWare", elogiando o jogo e que "as limitações do WiiWare são aparentes"..

A Eurogamer concedeu a nota 7 em uma escala de 10, louvando a profundidade da jogabilidade, mas queixando-se que sem a aquisição de qualquer parte do conteúdo para download, o jogador tem "pouco espaço para mergulhar a fundo nas profundezas táticas que o conceito do jogo oferece".
O jogo também recebeu a nota de 71.78% da GameRankings.

## Conteúdo adicional
Assim como no jogo anterior, a Square Enix anunciou que este também teria conteúdo adicional para download, como níveis, novos objetos e novos personagens, que podem ser adquiridos através de Wii Points.